# Paul Tutmarc
Paul Tutmarc (29 de mayo de 1896 – 25 de septiembre de 1972) fue un músico e inventor norteamericano. Fue profesor de guitarra Lap steel, cantante profesional y desarrolló un cierto número de nuevos instrumentos de cuerda electrónicos, como contrabajos y guitarras lap steel eléctricos. Se casó con Bonnie Guitar, una antigua estudiante suya que llegó a obtener cierta fama posteriormente. 
La historiografía actual lo considera como el padre del bajo eléctrico

## Carrera profesional
Tutmarc había iniciado a cantar desde niño en los coros de la Iglesia. Ya adolescente tocaba la guitarra, el banjo y la guitarra hawaiana. Trabajó como músico en diversas orquestas locales hasta que, con 20 años, decidió trasladarse a Seattle para trabajar en la construcción naval, mientras continuaba efectuando conciertos y recitales que le otorgaron cierta fama local. A finales de la Años 1920 apareció en la radio y en diversos teatros de la ciudad.  
A principios de la siguiente década, Tutmarc comenzó su trabajo como profesor de guitarra al tiempo que iniciaba sus experimentos en el campo de la electrificación y la amplificación de varios instrumentos, incluyendo el piano, la cítara o la guitarra española. Tutmarc empleaba un imán magnético de bobina conocido como pastilla (Pickup en inglés) cuya energía podía ser trasladada y amplificada mediante un altavoz de radio modificado. 
La compañía de Tutmarc, Audiovox Manufacturing Co fue una de las primeras en introducir en el mercado modelos eléctricos de guitarras Lap steel, y a menudo fue el propio Tutmarc el encargado efectuar las demostraciones del nuevo instrumento. En 1935 patentó un contrabajo eléctrico vertical (el Bull-Fiddle) que, por desgracia no obtuvo el éxito esperado. Pero la principal aportación de Tutmarc fue, sin duda, la creación en 1937 del (Model #736) "Electronic Bass Fiddle", el primer bajo eléctrico de cuerpo sólido y con trastes de la historia. Diseñado para ser ejecutado horizontalmente, y con el objetivo fundamental de liberar a los contrabajistas de la época del pesado trabajo que suponía transportar sus voluminosos instrumentos, el Model #736 resultó una idea demasiado radical para su época y no obtuvo excesiva repercusión. Sin embargo, hoy día se considera el primer bajo eléctrico de la historia, precediendo en cerca de 15 años al famoso Precision Bass de Leo Fender.
Tutmarc continuó trabajando como músico hasta finales de lo 60, y como profesor de música hasta su muerte, que tuvo lugar el 25 de septiembre de 1972 por complicaciones derivadas del cáncer.